# Kirchenzucht
Kirchenzucht ist ein im Protestantismus tradierter Begriff, unter dem vielfältige Bemühungen zur Sicherstellung der kirchlichen Ordnung und Lehre zusammengefasst werden. Dazu wird in den Gliedkirchen der evangelischen Kirche mit der Spruchkammer ein Verfahrensgremium nach der Lehrbeanstandungsordnung gebildet. 
In evangelischen Freikirchen gibt es als Pendant die Gemeindezucht.
Als römisch-katholisches Äquivalent der protestantischen Spruchkammer kann die Kongregation für die Glaubenslehre (ursprünglich Congregatio Romanae et universalis Inquisitionis), geleitet von sechs Großinquisitoren mit Sonderrechten, angesehen werden. Die Römische Inquisition versuchte, unter anderem, die Ausbreitung des Protestantismus zu verhindern.

## Formen
Mögliche Maßnahmen zur Sicherstellung der kirchlichen Ordnung und Lehre umfassen eine breite Palette, angefangen von der Abmahnung etwa eines kirchlichen Amtsträgers bis hin zur Aberkennung von kirchlichen Rechten, zum Beispiel dem Ausschluss vom Abendmahl. Praktisch werden Maßnahmen der Kirchenzucht kaum noch geübt. 
In evangelischen Freikirchen spielt die Gemeindezucht heute noch eine gewisse Rolle; in der Praxis wird ein Ausschluss aus der Gemeinde meist nur in als sehr eindeutig geltenden Fällen vollzogen (zum Beispiel bei Ehebruch oder Homosexualität). Beim Bekennen der als sündhaft geltenden Handlung steht aber auch eine Rückkehr zur Gemeinde offen.

## Begründung
In der evangelischen Kirchengeschichte kommt der Kirchenzucht vor allem in den reformierten Kirchen eine wichtige Bedeutung zu. Teile der reformierten Theologie sehen in ihr (neben der Wortverkündigung und der Sakramentsverwaltung) ein drittes, zwingendes Merkmal einer Kirche (eine nota ecclesiae). Die Hochschätzung der Kirchenzucht in reformierten Kirchen geht insbesondere auf Martin Bucer und Johannes Calvin zurück. Ihre theologische Begründung wurzelt im Neuen Testament, und zwar besonders in Matthäus 18,15–18 : „Sündigt aber dein Bruder an dir, so geh hin und weise ihn zurecht zwischen dir und ihm allein … Hört er … nicht, so sage es der Gemeinde. Hört er auch auf die Gemeinde nicht, so sei er für dich wie ein Heide und Zöllner […]“ Wichtige Impulse gingen auch von 1. Korinther 5  aus.
Bekenntnismäßig ist die Kirchenzucht in den Fragen 82–85 des Heidelberger Katechismus verankert.

## Wirkungsgeschichte
Subjekt der Kirchenzucht ist ihrer theologischen Begründung nach die christliche Gemeinde (vgl. Mt 18,17 ; 1 Kor 5,13 ). „Erst die Kirchenzucht eröffnete jeder einzelnen Gemeinde den Weg zur Heiligkeitsgemeinde.“ Durch die fehlende Trennung zwischen Kirche und Staat in den meisten evangelischen Territorien konnte der Staat bestimmte Aspekte der Kirchenzucht für bürgerliche Ordnungsvorstellungen instrumentalisieren. Die Kirchenzucht führt dazu, dass die reformierte Sozialethik „zu einer radikalen Moralisierung der öffentlichen Ordnung“ neigt.

### Frühe Neuzeit
In der frühen Neuzeit wurden die bürgerlichen Moralvorstellungen allgemein restriktiver. In vielen Territorien versuchten Landesherren ihr Kirchenregiment zu nutzen, um mit Hilfe der Kirchenzucht eine strengere Ehe- und Sexualmoral durchzusetzen. Dabei spielten nicht nur konfessionelle Unterschiede eine Rolle, sondern auch das Verhältnis zwischen kirchlichen und obrigkeitlichen Sanktionen schwankte.
Beispielsweise mussten nach einer Verordnung von 1708 die Eltern nichtehelicher Kinder in der Oberen Grafschaft Wied-Runkel bei der Taufe, die erst nach drei Wochen nach der Geburt stattfinden durfte, 2 Gulden Kirchenstrafe zahlen und öffentlich Kirchenbuße leisten. Die herrschaftliche Strafe betrug zusätzlich für beide Elternteile jeweils 6 Reichstaler (entspricht 9 Gulden), wobei bis 1796 die Gesamtsumme von der Mutter zu zahlen war, wenn der Vater nicht ermittelt werden konnte; für den Wiederholungsfall wurden zusätzliche obrigkeitliche Strafen in Aussicht gestellt.

### Absolutismus
Im 18. Jahrhundert wurden die Kirchenbußen in vielen deutschen Territorien in einer auf Fiskalisierung der Kirchenzucht abzielenden Strategie durch erhöhte staatliche Geldstrafen abgelöst. Die Aufrechterhaltung von Sitte und Anstand wurde statt als eine Frage der Kirchenzucht zunehmend als eine Aufgabe der öffentlichen „Polizei“ angesehen. Dieses Phänomenen der Ablösung kann als politisches und soziales Ergebnis des Absolutismus verstanden werden, das auf eine „Sozialdisziplinierung“ mit der Internalisierung von Tugenden wie Arbeitsamkeit, Fleiß, Selbstbeherrschung, Gehorsam oder Disziplin abzielte. Diese Vorstellung wirkt bis dahin nach, dass Straftatbestände wie Ehebruch (§ 172 StGB a. F.) und andere „unzüchtige Handlungen“ in der Bundesrepublik Deutschland erst durch das Erste Gesetz zur Reform des Strafrechts vom 25. Juni 1969  oder Kuppelei (§ 180 StGB a. F.), zum Beispiel gegenüber Verlobten, erst durch das 4. StrRG vom 23. November 1973 beseitigt wurden, während diese Straftatbestände in der DDR in der Praxis kaum verfolgt und bereits mit der EheVO 1955 vollends abgeschafft wurden.

### Im Nationalsozialismus
Pfarrer Paul Schneider und seine Gemeinde Womrath, die sich während der NS-Zeit zur Bekennenden Kirche hielt, gingen gegen Gemeindeangehörige, die der Ideologie der Deutschen Christen anhingen, 1937 mit einem Verfahren zum Ausschluss vom Abendmahl vor. Dies führte zu seiner Verhaftung und letztlich zu seinem Tod im KZ Buchenwald.